# HMS Tiger (1913)
O HMS Tiger foi um cruzador de batalha operado pela Marinha Real Britânica. Sua construção começou no final de junho de 1912 nos estaleiros da John Brown & Company na Escócia e foi lançado ao mar em meados de dezembro de 1913, sendo comissionado na frota britânica no início de outubro do ano seguinte. Era armado com uma bateria principal composta por oito canhões de 343 milímetros montados em quatro torres de artilharia duplas, tinha um deslocamento de mais de 33 mil toneladas e alcançava uma velocidade máxima de 28 nós (52 quilômetros por hora).
O Tiger entrou em serviço no início da Primeira Guerra Mundial, participando no início de 1915 da Batalha de Dogger Bank enquanto ainda estava em seu período de testes e adaptação. No ano seguinte esteve presente na Batalha da Jutlândia, sendo apenas levemente danificado. Depois disso passou o restante da guerra realizando patrulhas pelo Mar do Norte sem grandes incidentes. Foi mantido na ativa após fim da guerra e transformado em um navio-escola em 1924, mas voltou ao serviço ativo entre 1929 e 1931. Foi descomissionado em maio de 1931 e desmontado em 1932.

## Planeamento
O Tiger foi originalmente planeado para ser um navio-irmão do HMS Lion tal como o HMS Princess Royal e o HMS Queen Mary. No entanto, em Janeiro de 1911, os estaleiros Vickers-Armstrong começaram a construir um cruzador de batalha para a Marinha Imperial Japonesa, o Kongō. O arquitecto-chefe da Vickers, Sir George Thurston, criou o que foi imediatamente reconhecido como um desenho muito equilibrado, com oito peças de 356 mm e um esquema equilibrado de proteção couraçada. A característica-chave da Classe Kongō era que as torres das peças principais estavam montadas ao longo do eixo do navio, na proa e popa, eliminando as torres montadas à meia-nau, com menor arco de tiro. O Kongo estava a ser construído com um desenho superior aos do da Classe Lion, o que causou indignação dentro da Marinha Real Britânica. O resultado desta indignação foi o abandonado do desenho original da Classe Lion.
Apesar de os três primeiros navios da Classe Lion já se encontrarem em construção e não poderem ser alterados, o Tiger encontrava-se num estágio inicial o que permitiu a alteração significativa do seu desenho e por isso foram revistas a suas especificações. O resultado que saiu dos estiradores dos arquitectos navais foi um navio que incorporava os elementos do desenho do Kongo, mas retinha muitas das características da Classe Lion, incluindo as peças de 343 mm. O seu armamento secundário foi aumentado de 102 mm para 152 mm o que igualava as baterias secundárias dos couraçados britânicos mais recentes. A proposta para lhe serem montadas as novas caldeiras leves Yarrow foi rejeitada, uma decisão mais tarde criticada pelo director da construção naval, Sir Eustace Tennyson, que afirmou que as caldeiras Brown & White roubavam vários nós na velocidade do Tiger devido ao seu peso e tamanho. No entanto, quando o Tiger foi construído, as caldeiras Yarrow eram ainda pouco fiáveis.
A quantidade de carvão transportada pelo Tiger era substancialmente maior que a transportada pelo Lion, mas como os motores do Tiger geravam maior potência nas hélices e queimavam mais carvão que o Lion, não havia aumento real no alcance do navio.

## Primeira Guerra Mundial
O Tiger ainda se encontrava em construção quando se iniciaram as hostilidades em Agosto de 1914. Ele foi armado em Outubro de 1914 e enviado para Rosyth para se juntar ao 1º Esquadra de cruzadores de batalha comandado pelo Contra-Almirante sir David Beatty. O esquadrão era constituído pelo HMS Lion, HMS Princess Royal e HMS Queen Mary. O seu primeiro comandante foi o Capitão Henry B. Pelly e a sua tripulação inicial era constituída maioritariamente por desertores de outros navios da esquadra.
O Tiger, conjuntamente com o HMS Lion e HMS Princess Royal fez parte da força Britânica que combateu a Batalha do Dogger Bank em 24 de Janeiro de 1915. Durante esta ação o Tiger foi atingido por várias granadas alemãs, perdendo 10 tripulantes. Tal como os restantes cruzadores de batalha, as armas do Tiger eram rápidas mas muito imprecisas (talvez devido ao facto de Beatty ter relutância em realizar exercícios de tiro real), e ele apenas acertou uma das 255 granadas disparadas, o que levou à dispensa do oficial de tiro.